# NGC 6449
NGC 6449 is een spiraalvormig sterrenstelsel in het sterrenbeeld Draak. Het hemelobject werd op 19 april 1885 ontdekt door de Amerikaanse astronoom Lewis A. Swift.

## Synoniemen
- UGC 10965
- MCG 9-29-20
- ZWG 278.20
- IRAS 17429+5649
- PGC 60762